# Carlos Cáceres Monteiro
Carlos Cáceres Monteiro (Castelo Branco, 9 de agosto de 1948-Lisboa, 3 de enero de 2006) fue un periodista, reportero y directivo editorial portugués.

## Biografía
Comenzó los estudios de Derecho en la Universidad de Lisboa, pero los abandonó por el periodismo. Sus inicios se encuentran en O Século Ilustrado, un diario de Lisboa de larga tradición que desapareció en 1978. De allí paso a A Capital y a editar O Noticias. Seguiría como director de O Jornal, cofundador de Jornal Siete y director de una de las revistas más importantes de Portugal, Visão, puesto este que ocupó desde la fundación del medio en 1993 hasta un año antes de fallecer.
Además, Cáceres Monteiro fue corresponsal de la revista española Cambio 16 y, durante muchos años y en distintas ocasiones, fue reportero en el exterior, desde Asia (China e Irak) hasta América (Chiapas, México). Con la revolución de los claveles, presidió el sindicato de periodistas y se vinculó con diversos proyectos políticos en los primeros años del proceso democratizador. En ese sentido llegó a ocupar la Dirección General de Comunicación con el gobierno del socialista Mario Soares (1984-1985). Cuando en 2005 dejó la dirección de Visão, pasó a ser director editorial de Edimpresa, propiedad del que fuera primer ministro del centro derecha, Francisco Pinto Balsemão.
Fue autor de varios libros acerca de sus viajes como Angola, país de vida ou de morte (1975) y O Enviado especial (1991), así como de una biografía, Hotel Babilonia (2004), un repaso del mundo actual desde su óptica y experiencia de reportero en diferentes escenarios y conflictos. A lo largo de su carrera recibió diferentes premios y reconocimientos, como el Premio Gazeta do Clube de Jornalistas (1985) y el de periodista luso del año (2002).